# Oleg Tsegoyev
Oleg Tsegoyev es un deportista soviético que compitió en piragüismo en la modalidad de aguas tranquilas. Ganó una medalla de oro en el Campeonato Mundial de Piragüismo de 1973 en la prueba de K1 4 × 500 m.

## Palmarés internacional
| Campeonato Mundial | Campeonato Mundial  | Campeonato Mundial | Campeonato Mundial |
| Año                | Lugar               | Medalla            | Evento             |
| ------------------ | ------------------- | ------------------ | ------------------ |
| 1973               | Tampere (Finlandia) | Medalla de oro     | K1 4 × 500 m       |